# Stalag 17
Stalag 17 (en Argentina, Infierno 17; en España, Traidor en el infierno; en Venezuela, Infierno en la Tierra) es una película bélica estadounidense de 1953 que narra la historia de un grupo de aviadores de los Estados Unidos que están en un campo de prisioneros alemán (Stalag) durante la II Guerra Mundial, y que sospechan que uno de ellos es un traidor. 
Producida y dirigida por Billy Wilder, la película contó con la actuación de William Holden, Don Taylor, Robert Strauss, Neville Brand, Harvey Lembeck y Peter Graves. Strauss y Lembeck habían actuado en Broadway en la obra de teatro en la que se basa la película. Wilder también le brindó un papel a su colega el director de cine austriaco Otto Preminger, el cual interpreta al malvado director del campo de prisioneros.
La película es una adaptación, realizada por el propio Wilder y Edwin Blum, de la obra de teatro de Broadway escrita por Donald Bevan y Edmund Trzcinski. Ambos autores habían sido prisioneros de guerra en el campo Stalag XVII-B. Trzcinski interpreta en la película el personaje de un prisionero.

## Reparto
| Actor           | Personaje                                |
| --------------- | ---------------------------------------- |
| William Holden  | Sefton                                   |
| Don Taylor      | Teniente Dunbar                          |
| Otto Preminger  | Von Scherbach                            |
| Robert Strauss  | Stanislas «Animal» Kasava                |
| Harvey Lembeck  | Harry Shapiro                            |
| Peter Graves    | Price                                    |
| Sig Ruman       | Sargento Schulz                          |
| Neville Brand   | Duke                                     |
| Richard Erdman  | Hoffy                                    |
| Michael Moore   | Manfredi                                 |
| Peter Baldwin   | Johnson                                  |
| Robinson Stone  | Joey                                     |
| Robert Shawley  | Blondie Peterson                         |
| William Pierson | Marko                                    |
| Gil Stratton    | Clarence Harvey «Cookie» Cook (narrador) |
| Jay Lawrence    | Bagradian                                |

### La elección del actor principal
Tanto Charlton Heston como Kirk Douglas fueron considerados como candidatos a representar el papel del protagonista (Sefton). Holden no era partidario de interpretar ese papel porque consideraba que Sefton era un personaje en exceso cínico y egoísta. Wilder se negó a alterar el personaje para hacerlo más simpático, y Holden lo rechazó; sin embargo, la Paramount obligó a Holden a aceptarlo.